# Mansa Uli II
Mansa Uli II, död efter 1454, var en afrikansk härskare. Han var mansa, monark, i Maliriket mellan cirka 1450- och 1460-talen.